# St. Marien (Schömberg)

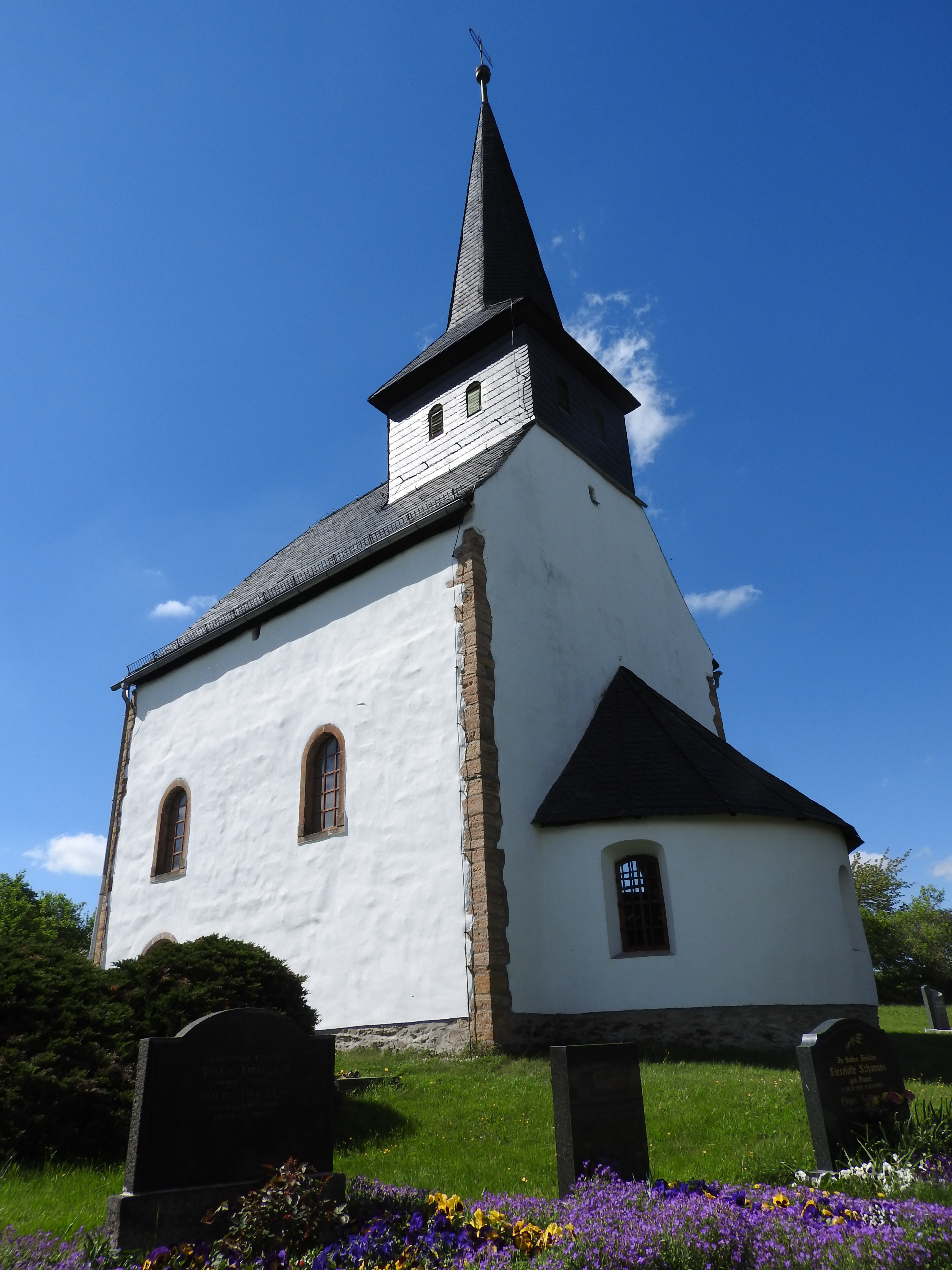
St. Marien

Die evangelisch-lutherische denkmalgeschützte Dorfkirche St. Marien steht in Schömberg, einem Ortsteil der Stadt Weida im Landkreis Greiz in Thüringen. Die Kirchengemeinde Schömberg gehört zum Pfarrbereich Weida I im Pfarrbereich Weida im Kirchenkreis Gera der Evangelischen Kirche in Mitteldeutschland.

## Beschreibung
Die in wesentlichen Teilen romanische Saalkirche hat eine eingezogene Apsis mit einer Apsiskalotte. Das steil proportionierte Kirchenschiff wurde bei einem Umbau vor 1729 erhöht und mit neuen rundbogigen Fenstern und Türen versehen. Auf dem schiefergedeckten Krüppelwalmdach erhebt sich ein quadratischer Dachturm, dessen achtseitiger Helm mit einer Turmkugel bekrönt ist.
Die Emporen im Süden und Westen des  Kirchenschiffs sowie das Kirchengestühl wurden 1729 größtenteils erneuert. An den Brüstungen der Emporen, dem Gestühl und an der Kassettendecke sind Fruchtgebinde, Ranken und Bandelwerk gemalt. Viele Sitzplätze sind mit Namen oder Monogrammen bezeichnet. Die vordere Verblendung des Gestühls an der Südseite besteht aus bemalten Brettern, die von einer älteren, mit Bibelszenen geschmückten Flachdecke stammen. Das relativ kleine geschnitzte Altarretabel wurde 1723 gestiftet. Es hat einen vielteiligen Unterbau, der mit Ziervasen auf kleinen Postamenten versehen ist. Außerdem hat es vier übereinander angeordnete Kartuschen, die von plastischen Ranken und Bändern umspielt werden. Auf dem mittleren Gemälde sind die Anbetung der Hirten und die Auferstehung Jesu Christi dargestellt. An der Nordseite des Chorbogens steht auf einem polygonalen Säulenfuß die Kanzel. Sie ist verziert mit Schnitzereien. Ihre Brüstung ist mit Christus Salvator, Mose und den vier Evangelisten bemalt. Der kniende Taufengel ist eine volkstümliche Schnitzarbeit des 18. Jahrhunderts. Das Positiv mit fünf Registern wurde um 1880 von einem unbekannten Orgelbauer gebaut.